# 華強北駅
座標: 北緯22度32分49秒 東経114度04分49秒 / 北緯22.54703度 東経114.08023度

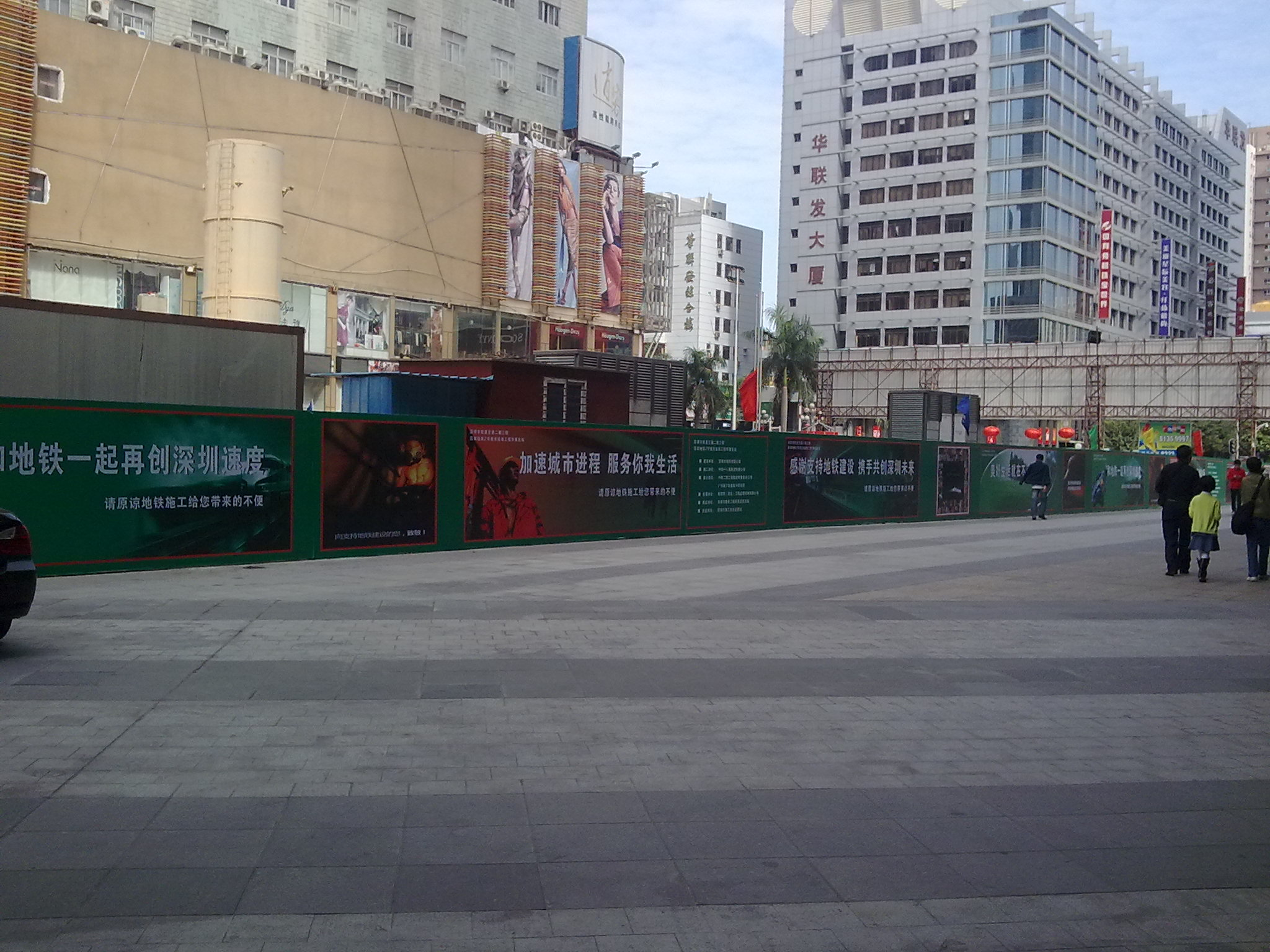
建設中の華強北駅

華強北駅（かきょうきたえき）は、中華人民共和国深圳市福田区に位置する2号線（蛇口線）、7号線（西麗線）の駅である。

## 駅構造
島式ホーム2面4線、ホームドアを有する地下駅である。
| 2号線ホーム | ←■2号線 赤湾方面 |
| 2号線ホーム | 島式ホーム       |
| 2号線ホーム | ■2号線 新秀方面→ |

| 7号線ホーム | ←■7号線 西麗湖方面 |
| 7号線ホーム | 島式ホーム         |
| 7号線ホーム | ■7号線 太安方面→   |

## 駅周辺
- 賽格広場

## 沿革
- 2011年6月28日 - 2号線（蛇口線）が開業。
- 2016年10月28日 - 7号線（西麗線）が開業

## 隣の駅
■2号線（蛇口線）
崗廈北駅 - 華強北駅 - 燕南駅
■7号線（西麗線）
華強南駅 - 華強北駅 - 華新駅